# Тринітаполі
Тринітаполі (італ. Trinitapoli) — муніципалітет в Італії, у регіоні Апулія,  провінція Барлетта-Андрія-Трані.
Тринітаполі розташоване на відстані близько 310 км на схід від Рима, 70 км на захід від Барі, 16 км на захід від Барлетти, 23 км на північний захід від Андрії, 28 км на захід від Трані.
Населення — 14 652 особи (2014).
Покровитель — святий Степан e Maria Santissima di Loreto.

## Демографія
Населення за роками:

Станом на 1 січня 2023 року в муніципалітеті офіційно проживали 452 іноземці з 23 країн, серед них 320 громадян країн Євросоюзу та 29 громадян України.

## Уродженці
- Антоніо Ліонетті (*1926 — †2004) — відомий у минулому італійський футболіст, захисник, згодом — тренер.

## Сусідні муніципалітети
- Барлетта
- Черіньола
- Маргерита-ді-Савоя
- Сан-Фердінандо-ді-Пулья
- Цаппонета